# Сараевский район
Сара́евский райо́н — административно-территориальная единица (район) и муниципальное образование (муниципальный район) в Рязанской области России.
Административный центр — посёлок городского типа Сараи.

## География
Площадь района — 2117 км². Основные реки — Пара и Вёрда.

## История

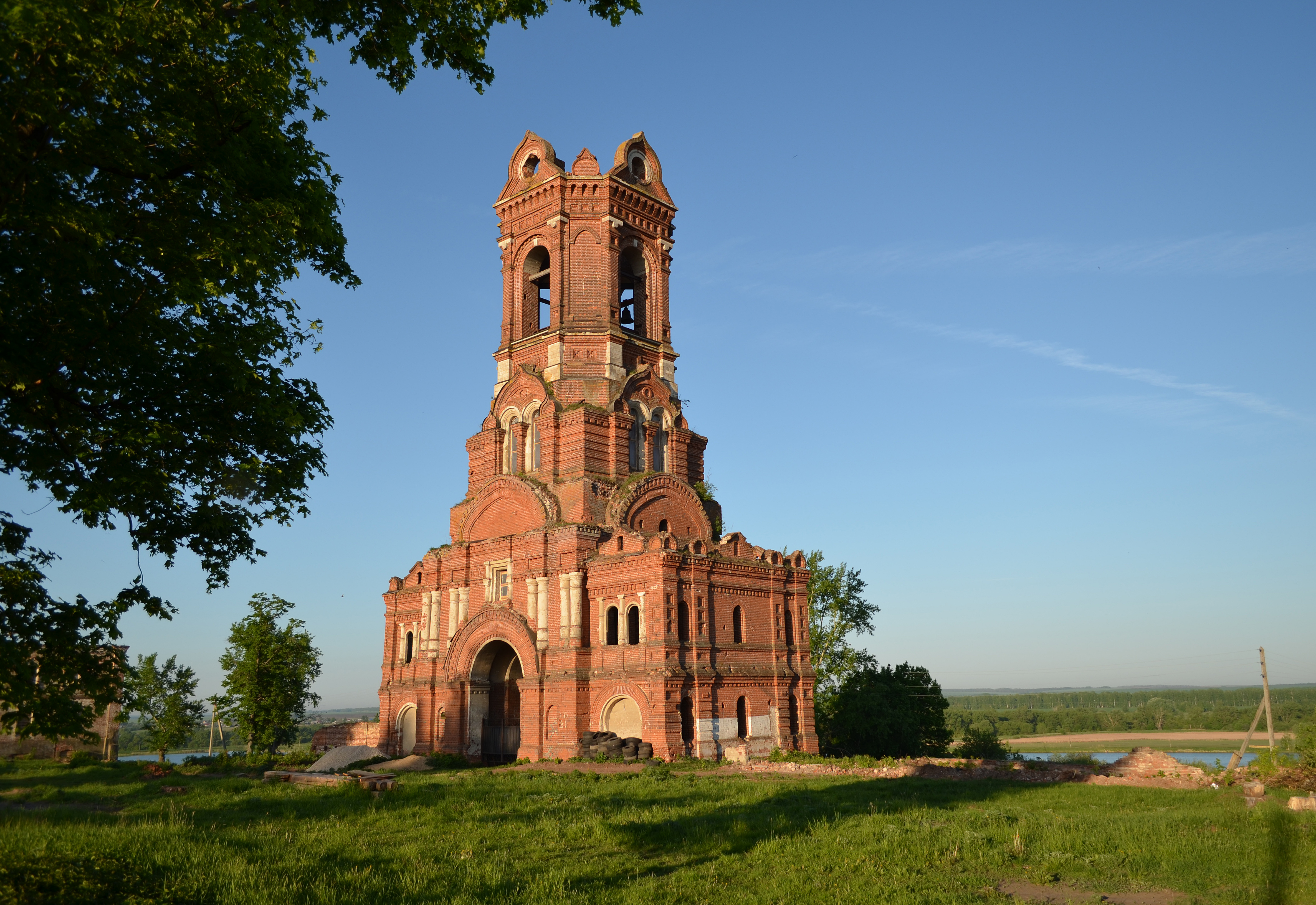
Николо-Бавыкинский монастырь в посёлке Заря Свободы.

Первые упоминания о селе Сараи встречаются в документах XVII века.
Сараевский район был образован 12 июля 1929 года в составе Рязанского округа Московской области. В состав района вошли следующие сельсоветы бывшего Сапожковского уезда:
- из Андреевской волости: Алексеевский, Андреевский, Ивановский, Крутовский, Курганчиковский, Луначарский, Мордовский, Муравлянский, Надеждинский, Напольновский, Николаевский, Ремизовский, Троицкий, Федоровский, Ягодновский
- из Борецкой волости: Борецкий, Высоковский, Дубовский, Красивский, Ламинский, Максовский, Назарьевский, Островский, Сысоевский, Таптыковский
- из Коноплинской волости: Боголюбовский, Дмитриевский, Новобокинский, Павловский, Тресвятский
- из Ольховской волости: Белореченский
- из Сараевской волости: Бычковский, Витушинский, Карл-Марксовский, Кривский, Кутлово-Борковский, Одоевский, Озерихинский, Озерковский, Паниковский, Пущинский, Сараевский, Старобокинский, Телятниковский.

21 февраля 1935 года в новообразованный Можарский район были переданы Белореченский, Дубовский, Красивский, Ламинский и Островский с/с, а в Муравлянский район — Алексеевский, Андреевский, Высоковский, Ивановский, Крутовский, Курганчиковский, Луначарский, Максовский, Мордовский, Муравлянский, Надеждинский, Назарьевский, Напольновский, Николаевский, Ремизовский, Таптыковский, Троицкий, Федоровский и Ягодновский с/с.
20 марта 1936 года был упразднён Тресвятский с/с.
26 сентября 1937 года Сараевский район вошёл в состав Рязанской области.
3 июня 1959 года к Сараевскому району была присоединена часть территории упразднённого Можарского района.

## Население
| 1939    | 1959    | 1970    | 1979    | 1989    | 2002    | 2009    | 2010    | 2012    |
| ------- | ------- | ------- | ------- | ------- | ------- | ------- | ------- | ------- |
| 47 970  | ↗62 626 | ↘48 444 | ↘34 827 | ↘28 819 | ↘22 725 | ↘20 249 | ↘17 810 | ↘17 459 |
| 2013    | 2014    | 2015    | 2016    | 2017    | 2018    | 2019    | 2020    | 2021    |
| ↘17 036 | ↘16 727 | ↘16 257 | ↘15 945 | ↘15 640 | ↘15 390 | ↘14 965 | ↘14 605 | ↗15 033 |
| 2023    |         |         |         |         |         |         |         |         |
| ↘14 601 |         |         |         |         |         |         |         |         |

### Урбанизация
Городское население (посёлок городского типа Сараи) составляет 33,57 % населения района.

### Национальный состав
По итогам переписи населения 2020 года проживали следующие национальности (национальности менее 0,1 % и другое, см. в сноске к строке «Другие»):
| Национальность | Численность, чел. | Доля     |
| -------------- | ----------------- | -------- |
| Русские        | 14 365            | 95,56 %  |
| Армяне         | 70                | 0,47 %   |
| Таджики        | 47                | 0,31 %   |
| Украинцы       | 44                | 0,29 %   |
| Азербайджанцы  | 41                | 0,27 %   |
| Татары         | 31                | 0,21 %   |
| Чеченцы        | 22                | 0,15 %   |
| Казахи         | 16                | 0,11 %   |
| Другие         | 397               | 2,63 %   |
| Итого          | 15 033            | 100,00 % |

## Территориальное устройство
В рамках административно-территориального устройства, Сараевский район включает 1 посёлок городского типа и 13 сельских округов.
В рамках организации местного самоуправления, муниципальный район делится на 14 муниципальных образований, в том числе 1 городское и 13 сельских поселений.
| №  | Муниципальное образование         | Административный центр | Количество населённых пунктов | Население (чел.) | Площадь (км²) |
| -- | --------------------------------- | ---------------------- | ----------------------------- | ---------------- | ------------- |
| 1  | Сараевское городское поселение    | рабочий посёлок Сараи  | 1                             | ↘4902            | 153,30        |
| 2  | Алексеевское сельское поселение   | село Алексеевка        | 23                            | ↗708             | 153,30        |
| 3  | Борецкое сельское поселение       | село Борец             | 10                            | ↘757             | 196,30        |
| 4  | Бычковское сельское поселение     | село Бычки             | 5                             | ↗538             | 156,86        |
| 5  | Высоковское сельское поселение    | село Высокое           | 14                            | ↗822             | 354,57        |
| 6  | Желобовское сельское поселение    | село Желобово          | 16                            | ↘824             | 179,29        |
| 7  | Кривское сельское поселение       | село Кривское          | 5                             | ↗1031            | 59,92         |
| 8  | Можарское сельское поселение      | село Меньшие Можары    | 8                             | ↗1507            | 210,54        |
| 9  | Муравлянское сельское поселение   | село Муравлянка        | 14                            | ↘789             | 132,25        |
| 10 | Напольновское сельское поселение  | село Напольное         | 22                            | ↗636             | 107,27        |
| 11 | Новобокинское сельское поселение  | село Новобокино        | 6                             | ↘443             | 90,33         |
| 12 | Сысоевское сельское поселение     | село Сысои             | 6                             | ↘867             | 113,10        |
| 13 | Телятниковское сельское поселение | село Телятники         | 13                            | ↗708             | 174,14        |
| 14 | Ягодновское сельское поселение    | село Ягодное           | 11                            | ↗392             | 113,41        |

## Населённые пункты
В Сараевском районе 154 населённых пункта, в том числе 1 городской (пгт) и 153 сельских.
| №   | Населённый пункт         | Тип     | Население | Муниципальное образование         |
| --- | ------------------------ | ------- | --------- | --------------------------------- |
| 1   | Айкановка                | деревня | 28        | Напольновское сельское поселение  |
| 2   | Алексеевка               | село    | ↘265      | Алексеевское сельское поселение   |
| 3   | Алексея Галахова         | деревня | 6         | Ягодновское сельское поселение    |
| 4   | Алешня                   | посёлок | 2         | Можарское сельское поселение      |
| 5   | Андреевка                | деревня | ↘78       | Алексеевское сельское поселение   |
| 6   | Андриановка              | деревня | 5         | Алексеевское сельское поселение   |
| 7   | Анненка                  | деревня | 1         | Муравлянское сельское поселение   |
| 8   | Анненка                  | деревня | 0         | Напольновское сельское поселение  |
| 9   | Барышовка                | деревня | 0         | Алексеевское сельское поселение   |
| 10  | Бахметьево               | деревня | 0         | Желобовское сельское поселение    |
| 11  | Белоречье                | село    | 197       | Высоковское сельское поселение    |
| 12  | Беляевка                 | деревня | 19        | Высоковское сельское поселение    |
| 13  | Боголюбовка              | деревня | 19        | Напольновское сельское поселение  |
| 14  | Большие Можары           | село    | ↘595      | Можарское сельское поселение      |
| 15  | Борец                    | село    | ↘625      | Борецкое сельское поселение       |
| 16  | Брусяная 1               | деревня | 2         | Высоковское сельское поселение    |
| 17  | Брусяная 2               | деревня | 1         | Высоковское сельское поселение    |
| 18  | Бычки                    | село    | ↘258      | Бычковское сельское поселение     |
| 19  | Верхний Остров           | деревня | 1         | Ягодновское сельское поселение    |
| 20  | Веселый                  | посёлок | 131       | Можарское сельское поселение      |
| 21  | Витуша                   | село    | ↘160      | Телятниковское сельское поселение |
| 22  | Владимиро-Константиновка | деревня | 6         | Алексеевское сельское поселение   |
| 23  | Волков Хутор             | деревня | 0         | Напольновское сельское поселение  |
| 24  | Высокое                  | село    | ↘281      | Высоковское сельское поселение    |
| 25  | Галинка                  | посёлок | 50        | Новобокинское сельское поселение  |
| 26  | Глебовка                 | деревня | 5         | Телятниковское сельское поселение |
| 27  | Глинище                  | деревня | 15        | Можарское сельское поселение      |
| 28  | Дмитриевка               | деревня | 1         | Алексеевское сельское поселение   |
| 29  | Дмитриевка               | деревня | 18        | Борецкое сельское поселение       |
| 30  | Дмитриевка               | деревня | ↘0        | Бычковское сельское поселение     |
| 31  | Добродушное              | деревня | 26        | Борецкое сельское поселение       |
| 32  | Дубовка                  | деревня | 6         | Борецкое сельское поселение       |
| 33  | Дубровка                 | деревня | ↘8        | Муравлянское сельское поселение   |
| 34  | Желобово                 | село    | ↘406      | Желобовское сельское поселение    |
| 35  | Журавлевка               | деревня | 5         | Напольновское сельское поселение  |
| 36  | Запрудный                | посёлок | 16        | Ягодновское сельское поселение    |
| 37  | Заречье                  | посёлок | 28        | Кривское сельское поселение       |
| 38  | Заря                     | посёлок | 47        | Алексеевское сельское поселение   |
| 39  | Заря Свободы             | посёлок | 9         | Сысоевское сельское поселение     |
| 40  | Зеркальные Пруды         | посёлок | 312       | Борецкое сельское поселение       |
| 41  | Ивановка                 | деревня | 108       | Муравлянское сельское поселение   |
| 42  | Ивановка                 | деревня | ↘2        | Телятниковское сельское поселение |
| 43  | Ивановский Хутор         | посёлок | 0         | Телятниковское сельское поселение |
| 44  | Калиновка                | деревня | 45        | Алексеевское сельское поселение   |
| 45  | Карандеевка              | деревня | 0         | Напольновское сельское поселение  |
| 46  | Кобяковка                | деревня | ↘6        | Алексеевское сельское поселение   |
| 47  | Козловка                 | деревня | 0         | Ягодновское сельское поселение    |
| 48  | Конаковка                | деревня | 0         | Напольновское сельское поселение  |
| 49  | Кондровка                | деревня | 0         | Телятниковское сельское поселение |
| 50  | Константиновка           | деревня | 2         | Алексеевское сельское поселение   |
| 51  | Коротково                | деревня | 0         | Муравлянское сельское поселение   |
| 52  | Которовка                | деревня | 0         | Борецкое сельское поселение       |
| 53  | Красивка                 | деревня | 3         | Борецкое сельское поселение       |
| 54  | Красная Вершина          | посёлок | 168       | Желобовское сельское поселение    |
| 55  | Красная Дубрава          | посёлок | 9         | Ягодновское сельское поселение    |
| 56  | Красная Звезда           | посёлок | 18        | Можарское сельское поселение      |
| 57  | Красная Новь             | посёлок | 9         | Муравлянское сельское поселение   |
| 58  | Красная Победа           | посёлок | 22        | Новобокинское сельское поселение  |
| 59  | Красное Поле             | посёлок | 60        | Желобовское сельское поселение    |
| 60  | Красный Куст             | деревня | 8         | Бычковское сельское поселение     |
| 61  | Красный Озерок           | посёлок | 103       | Желобовское сельское поселение    |
| 62  | Красный Озерок           | посёлок | 10        | Желобовское сельское поселение    |
| 63  | Кривское                 | село    | ↘1036     | Кривское сельское поселение       |
| 64  | Крутое                   | деревня | 30        | Телятниковское сельское поселение |
| 65  | Курнаевка                | посёлок | 20        | Новобокинское сельское поселение  |
| 66  | Кутловы Борки            | село    | ↘114      | Желобовское сельское поселение    |
| 67  | Ламино                   | село    | ↘17       | Высоковское сельское поселение    |
| 68  | Ленинка                  | посёлок | 2         | Алексеевское сельское поселение   |
| 69  | Леонтьевка               | посёлок | 3         | Муравлянское сельское поселение   |
| 70  | Максимовка               | деревня | 116       | Можарское сельское поселение      |
| 71  | Максы                    | село    | ↘278      | Муравлянское сельское поселение   |
| 72  | Малая Витуша             | посёлок | 0         | Телятниковское сельское поселение |
| 73  | Малая Ягодинка           | посёлок | 17        | Муравлянское сельское поселение   |
| 74  | Малиновка                | посёлок | 4         | Алексеевское сельское поселение   |
| 75  | Малиновка                | деревня | 21        | Высоковское сельское поселение    |
| 76  | Малютино                 | посёлок | 2         | Желобовское сельское поселение    |
| 77  | Меньшие Можары           | село    | ↘862      | Можарское сельское поселение      |
| 78  | Михайловка               | деревня | 0         | Высоковское сельское поселение    |
| 79  | Мордово                  | село    | ↘158      | Ягодновское сельское поселение    |
| 80  | Мосоловка                | деревня | 0         | Высоковское сельское поселение    |
| 81  | Муравейник               | посёлок | 8         | Напольновское сельское поселение  |
| 82  | Муравлянка               | село    | ↘549      | Муравлянское сельское поселение   |
| 83  | Мыс Доброй Надежды       | деревня | 0         | Ягодновское сельское поселение    |
| 84  | Надеждино                | деревня | 0         | Ягодновское сельское поселение    |
| 85  | Назарьево                | село    | ↘127      | Высоковское сельское поселение    |
| 86  | Напольное                | село    | ↘385      | Напольновское сельское поселение  |
| 87  | Нестеровка               | деревня | 1         | Борецкое сельское поселение       |
| 88  | Нижний Остров            | деревня | 4         | Ягодновское сельское поселение    |
| 89  | Низовка                  | посёлок | ↘79       | Новобокинское сельское поселение  |
| 90  | Николаевка               | деревня | 6         | Борецкое сельское поселение       |
| 91  | Никольский               | посёлок | 4         | Желобовское сельское поселение    |
| 92  | Ниловка                  | деревня | 38        | Муравлянское сельское поселение   |
| 93  | Новая Поляна             | деревня | 0         | Напольновское сельское поселение  |
| 94  | Новобокино               | село    | ↘414      | Новобокинское сельское поселение  |
| 95  | Новое Поле               | посёлок | 9         | Сысоевское сельское поселение     |
| 96  | Ново-Никольский          | посёлок | 17        | Телятниковское сельское поселение |
| 97  | Ново-Павловка            | деревня | ↘76       | Напольновское сельское поселение  |
| 98  | Новополье                | посёлок | 39        | Муравлянское сельское поселение   |
| 99  | Новый Хутор              | посёлок | 18        | Желобовское сельское поселение    |
| 100 | Одоевщина                | село    | ↘53       | Желобовское сельское поселение    |
| 101 | Озериха                  | деревня | ↘81       | Сысоевское сельское поселение     |
| 102 | Озерки                   | село    | ↘162      | Бычковское сельское поселение     |
| 103 | Островка                 | село    | 121       | Высоковское сельское поселение    |
| 104 | Отрада                   | посёлок | 0         | Алексеевское сельское поселение   |
| 105 | Павловка                 | деревня | 26        | Новобокинское сельское поселение  |
| 106 | Палаткино                | посёлок | 6         | Телятниковское сельское поселение |
| 107 | Паники                   | село    | ↘384      | Сысоевское сельское поселение     |
| 108 | Петинский                | хутор   | 0         | Телятниковское сельское поселение |
| 109 | Петровка                 | деревня | 4         | Алексеевское сельское поселение   |
| 110 | Победа                   | посёлок | 22        | Муравлянское сельское поселение   |
| 111 | Поволжье                 | посёлок | 0         | Алексеевское сельское поселение   |
| 112 | Поляковка                | деревня | 5         | Напольновское сельское поселение  |
| 113 | Пономаревка              | деревня | 37        | Напольновское сельское поселение  |
| 114 | Привокзальный            | посёлок | 78        | Желобовское сельское поселение    |
| 115 | Призыв                   | посёлок | 2         | Кривское сельское поселение       |
| 116 | Пристань                 | посёлок | 0         | Телятниковское сельское поселение |
| 117 | Приютовка                | деревня | 0         | Напольновское сельское поселение  |
| 118 | Пробуждение              | посёлок | 6         | Кривское сельское поселение       |
| 119 | Прогресс                 | посёлок | 0         | Алексеевское сельское поселение   |
| 120 | Протасьевка              | деревня | 28        | Напольновское сельское поселение  |
| 121 | Пущино                   | деревня | ↘5        | Желобовское сельское поселение    |
| 122 | Пчелиновка               | деревня | 11        | Борецкое сельское поселение       |
| 123 | Ремизово I               | деревня | 70        | Напольновское сельское поселение  |
| 124 | Ремизово II              | деревня | 1         | Напольновское сельское поселение  |
| 125 | Романовка                | деревня | 0         | Алексеевское сельское поселение   |
| 126 | Садовка                  | деревня | 2         | Алексеевское сельское поселение   |
| 127 | Сараи                    | пгт     | ↘4902     | Сараевское городское поселение    |
| 128 | Свердловка               | деревня | 3         | Алексеевское сельское поселение   |
| 129 | Слезнево                 | деревня | 1         | Желобовское сельское поселение    |
| 130 | Смирновка                | деревня | 0         | Высоковское сельское поселение    |
| 131 | Советский                | посёлок | 24        | Напольновское сельское поселение  |
| 132 | Соловьёвка               | деревня | 18        | Можарское сельское поселение      |
| 133 | Станционный              | посёлок | 52        | Муравлянское сельское поселение   |
| 134 | Старобокино              | село    | ↘214      | Бычковское сельское поселение     |
| 135 | Суевка                   | деревня | 3         | Напольновское сельское поселение  |
| 136 | Суздальцево              | деревня | 2         | Напольновское сельское поселение  |
| 137 | Сысои                    | село    | ↘559      | Сысоевское сельское поселение     |
| 138 | Таптыково                | село    | ↘182      | Высоковское сельское поселение    |
| 139 | Телятники                | село    | ↘403      | Телятниковское сельское поселение |
| 140 | Троицкое                 | село    | ↘243      | Алексеевское сельское поселение   |
| 141 | Улейка                   | деревня | 1         | Высоковское сельское поселение    |
| 142 | Урицкий                  | посёлок | 36        | Желобовское сельское поселение    |
| 143 | Федоровка                | деревня | 27        | Алексеевское сельское поселение   |
| 144 | Федоровка                | деревня | ↘47       | Телятниковское сельское поселение |
| 145 | Хирино                   | деревня | 0         | Желобовское сельское поселение    |
| 146 | Хуторовка                | деревня | 3         | Алексеевское сельское поселение   |
| 147 | Центральная              | деревня | 51        | Напольновское сельское поселение  |
| 148 | Чарыково                 | деревня | 4         | Муравлянское сельское поселение   |
| 149 | Чернышовка               | деревня | 34        | Напольновское сельское поселение  |
| 150 | Шишковка                 | деревня | 37        | Кривское сельское поселение       |
| 151 | Ягодка                   | посёлок | 0         | Алексеевское сельское поселение   |
| 152 | Ягодное                  | село    | ↘275      | Ягодновское сельское поселение    |
| 153 | Ясли                     | посёлок | 23        | Сысоевское сельское поселение     |
| 154 | Ясная Поляна             | деревня | 3         | Ягодновское сельское поселение    |

## Руководство
Председатель совета депутатов (глава муниципального образования) — Новиков Алексей Алексеевич.
Глава администрации — Дмитриев Валерий Юрьевич

## Транспорт
Через район проходит железнодорожная ветка Куйбышевской железной дороги (пассажирское и грузовое сообщение в северном направлении — до Москвы, в южном — до Пензы и Орска). Железнодорожная станция Верда находится в 4 км от районного центра.
Действуют междугородные автобусные маршруты «Сараи—Рязань» и «Сараи—Москва».

## Известные уроженцы
См. также: Категория:Родившиеся в Сараевском районе
- Бакулин, Сергей Васильевич (1934), Герой Социалистического Труда, заслуженный работник сельского хозяйства РСФСР.
- Баранов, Иван Михайлович (1907—2001), старший лейтенант, командир роты 487-го стрелкового Краснознамённого полка, Герой Советского Союза.
- Барсуков, Николай Васильевич (1953—1987), механизатор совхоза «Сараевский», погиб во время уборки урожая
- Батурин, Сергей Герасимович (1789—1856), генерал-лейтенант, Георгиевский кавалер, сенатор, участник Отечественной войны 1812 г.
- Васин, Александр Григорьевич (1920—1945), гвардии лейтенант, командир роты 177-го гвардейского стрелкового полка, Герой Советского Союза.
- Виноградова, Татьяна Павловна (1894—1982), врач-патологоанатом, профессор, лауреат Государственной премии СССР
- Волосатов, Михаил Васильевич (1893—1923), участник 1-й мировой и гражданской войн
- Воронков, Владимир Романович (1920), гвардии лейтенант, лётчик 190-го гвардейского штурмового авиационного полка, Герой Советского Союза. Почётный гражданин города Алексина Тульской области и района (2001)
- Главин, Василий Андреевич (1928), Герой Социалистического Труда, комбайнёр совхоза «Сараевский»
- Гончаров, Иван Тимофеевич (1913—1943), младший лейтенант, командир пулемётного взвода 932-го стрелкового полка, Герой Советского Союза.
- Ермаков, Иван Иванович (1918—1976), гвардии старший лейтенант, командир звена 91-го гвардейского Владимиро-Волынского штурмового авиационного полка, Герой Советского Союза.
- Ивлиев, Григорий Петрович (род. 1957) — депутат Государственной Думы России, председатель Комитета ГД по культуре, уроженец села Паники[29].
- Каданцев, Пётр Степанович (1935), член Союза журналистов СССР и Союза российских писателей, кандидат исторических наук, доцент.
- Карандеев, Константин Борисович (1907—1969) — русский советский учёный в области электрических измерений и автоматического контроля, член-корреспондент АН СССР и АН Украины.
- Кашин, Владимир Иванович — академик РАСХН.
- Коннов, Иван Алексеевич (1929) — генерал-майор милиции, председатель Общероссийского благотворительного фонда «Ветеран МВД России»
- Копенкин, Иван Иосифович (1917—1943), старший лейтенант, командир партизанского отряда имени С. М. Будённого, Герой Советского Союза.
- Корнеев, Георгий Ильич (1907, деревня Елшино — 1944) — участник Великой Отечественной войны, Герой Советского Союза
- Косякин, Александр Сидорович (1934), доктор экономических наук. Работает во Всероссийском селекционно-технологическом институте садоводства и питомничества. Писал о сельской молодёжи, о колхозных ребятах, о детях в годы Великой Отечественной войны. В детское и юношеское чтение вошли сборник рассказов «Зелёное солнце», повести «А откуда река течёт?», «Бессмертники», роман «Гроза над полем».
- Косякин, Александр Павлович (1932, село Высокое), заслуженный лётчик-испытатель СССР (1988). Работал лётчиком-испытателем на Куйбышевском авиационном заводе (1966—1988).
- Кудрявцев, Евгений Васильевич (1903—1949), живописец-пейзажист, художник-реставратор Третьяковской галереи, член Союза художников СССР.
- Курков, Анатолий Сергеевич (1918), журналист, краевед.
- Лебедев, Козьма Васильевич (1799—1884), терапевт, фармаколог, доктор медицинских наук, профессор.
- Любавский, Матвей Кузьмич (1860—1936) — российский историк. Ректор Московского университета (1911—1917 годы). Академик АН СССР (1929, член-корреспондент с 1917 года).
- Макеев, Иван Степанович (1924), председатель Рязанского городского совета ветеранов войны и труда, почётный гражданин г. Рязани и Рязанской области
- Максаков, Владимир Васильевич (1889—1964), кандидат исторических наук, профессор МГУ, член-корреспондент Индийской архивной комиссии
- Маркин, Николай Васильевич (1920—1943), старший лейтенант, заместитель командира эскадрильи 274-го истребительного авиационного полка, Герой Советского Союза.
- Михеев, Павел Антонович (1915—1981), младший лейтенант, командир танка Т-34 49-й гвардейской танковой бригады, Герой Советского Союза.
- Нефёдов, Николай Николаевич (1933), прозаик и переводчик, член Союза писателей СССР.
- Паршков, Василий Иванович (1897—1960), прозаик
- Пирожков, Павел Никифорович (1910 — ?), бригадир тракторной бригады Муравлянской МТС, один из инициаторов стахановского движения в Рязанской области.
- Саблина, Нина Павловна (1937—2007), российский лингвист, специалист по церковнославянскому языку.
- Санфиров, Пётр Павлович (1904—1988), полный кавалер ордена Славы
- Сафонов, Валентин Иванович (1936—1995) — прозаик, публицист, поэт. Член Союза писателей СССР и России. Последние годы жизни работал главным редактором издательства «Новое время» (Рязань).
- Сафонов, Эрнст Иванович (1938—1994) — прозаик, публицист, главный редактор еженедельника «Литературная Россия» (1988—1994).
- Стаханов, Павел Петрович (1868—1953), земский врач, терапевт, акушер-гинеколог. В 1900—1924 годах — главврач Сапожковской уездной больницы. Заслуженный врач РСФСР (1948).
- Фоломеев, Дмитрий Сергеевич (1913—1954), лейтенант, командир взвода 306-го танкового батальона, Герой Советского Союза.
- Фролов, Василий Фёдорович (1924—1950), полный кавалер ордена Славы.
- Фроловский, Семён Алексеевич (1906), старший лейтенант, командир корабля ЛИ-2 1-го авиационного полка 1-й авиационной транспортной дивизии, Герой Советского Союза.
- Хабаров, Иван Никитич (1888—1960) — генерал-лейтенант, участник гражданской войны.
- Хлуденев, Алексей Петрович (1939), прозаик и публицист, член Союза писателей и Союза журналистов РФ.
- Цибизова, Татьяна Андреевна (1920—1981), Герой Социалистического Труда.
- Чувакин, Александр Иванович (1920—1967), член Союза писателей СССР, первый ответственный секретарь Рязанского отделения СП СССР (1958—1961).